# Levriero sardo
Il levriero sardo è una razza di cane da caccia non riconosciuta ufficialmente, originaria della Sardegna.

## Origini e storia
Si ritiene che la razza sia arrivata in Sardegna sin dal X secolo a.C., attraverso le navi dei Fenici diffondendosi poi in tutta l'isola come dimostrato dal ritrovamento di terracotte raffiguranti teste di levriero nell'area archeologica di Santa Gilla. Fisicamente assomiglia molto ai cani di lepre raffigurati nelle decorazioni dell'Antico Egitto.
La razza risulta ad alto rischio di estinzione, con soli 100 esemplari rimasti sull'isola.

## Caratteristiche
L'altezza media, al garrese varia dai 60 ai 70 centimetri per circa 17-25 kg. La testa è lunga e piccola, con un muso lungo circa il doppio della lunghezza della testa ha occhi grandi e neri a punta. I denti sono sviluppati, con canini molto acuti, tratto che ha in comune con altre razze tipiche della Sardegna. Il pelo è molto corto, e ne esistono due varietà: una a manto chiaro diffusa nella zona di Ploaghe e l'altra a manto nero diffusa nel Campidano.